# Узелки
«Узелки» — песня в исполнении Алёны Апиной. Наиболее популярный номер из её музыкального спектакля «Лимита» (1994) и одноимённого концертного альбома, выпущенного на следующий год. Композиция попала в Топ-20 ежемесячного хит-парада лучших песен «Звуковой дорожки МК» и стала лауреатом фестиваля «Песня года '95» (1996). На «Узелки» также был снят видеоклип. Шлягер положил начало многолетнему сотрудничеству артистки с поэтом Михаилом Таничем.

## История
К 1994 году Алёна Апина уже покинула гёрлз-бэнд «Комбинация» и успешно строила сольную карьеру. Одновременно у поэта Михаила Танича имелся песенный цикл «Лимита» (основной композитор — Сергей Коржуков). Все песни сборника объединяла общая тема судьбы провинциальной девушки, приехавшей покорять Москву. Поэт два года не мог найти для этого произведения подходящую исполнительницу и увидел её в прибывшей в столицу из Саратова Апиной. После ознакомления с материалом, артистке больше других понравилась песня «Узелки». «Я сказала: „Всё-всё-всё, вот эту я беру“. А Танич говорит: „Нет, не берёшь“. Я говорю: „Почему?“. „Потому что она одна не отдается, она отдаётся с гарниром“», — вспоминала Апина. В итоге из-за этой песни она приобрела «Лимиту» целиком. Кроме того, согласно артистке, ей было просто лестно слышать от такого мэтра как Танич, что она та самая певица, ради которой цикл так долго пылился на полке.
В дальнейшем Апина и Танич решили поставить по «Лимите» музыкальный спектакль, окрестив его «поп-романом» и сделав ставку на «Узелки» в качестве ключевого номера. Как вспоминала вовлечённая в создание цикла вдова Танича, поэтесса Лидия Козлова, изначально «Узелки» получились у Коржукова «попсовой песенкой», но потом он переделал её в более подходящий под настроение произведения и привычный ныне вариант. Затем на протяжении полугода песня прошла через несколько аранжировщиков. К композитору и продюсеру Андрею Косинскому, работавшему над спектаклем Апиной, она в итоге попала от Евгения Кобылянского, но была выполнена в стиле латино. В конечном счёте Косинский придал ей окончательные звучание и форму. При этом, по его словам, в студии «Узелки» записывались на протяжении восьми часов. «Только слышу я сейчас, что в одном месте у малого барабана пружина отошла. Интересная была работа», — заключает он.
В сентябре 1994 года режиссёр Даниил Мишин снял на песню минималистичный видеоклип. Сам спектакль в декабре 1994 — январе 1995 года с аншлагами прошёл в Москве и Питере. На момент его премьеры «Узелки» уже были хитом. «После этого уже выросла корона на голове. То есть я стала уже такой народной-народной певицей», — вспоминает свои впечатления Апина. В дальнейшем вышла телеверсия «Лимиты», а также одноимённый концертный альбом (записанный во время московской премьеры спектакля в ГЦКЗ «Россия»). Единственным студийным треком на пластинке являлись уже известные публике «Узелки». Сама композиция стала лауреатом музыкального фестиваля «Песня года '95» (1996). Помимо этого, она номинировалась в категории «Песня года» на музыкальную премию «Звезда». Впоследствии «Узелки» получили официальный танцевальный ремикс, который вышел на сборнике песен Апиной The Best (1998).

## Видеоклип
Клип на «Узелки» снял режиссёр Даниил Мишин, который в начале 1990-х годов был одним из ведущих популярной ленинградской телепрограммы «Музыкальный экзамен». Как и в случае с телеверсией самого мюзикла «Лимита», для создания музыкального видео на песню использовалась 35-миллиметровая плёнка. Композиция и видеоклип обозначили смену привычного имиджа Апиной — макияж стал сдержаннее, пестрые откровенные наряды (вроде тех, что фигурировали в клипе на её первый сольный хит «Ксюша») ушли в прошлое. Певица отпустила более длинные волосы, примерив белую мужскую рубашку и классические голубые джинсы прямого кроя (позднее на фестивале «Песня года» она исполнила «Узелки» в скромном чёрном платье, перекрасившись из блондинки в светло-рыжую).
Антураж клипа весьма точно следовал духу песни — такой же простой, лаконичный и понятный. В нём не было ни массовых сцен, ни каких-либо партнёров Апиной по съёмочной площадке. Однако без доли фантазии также не обошлось — в финале видео появлялся большой и роскошный чёрный кот. Последний многие годы являлся маскотом Михаила Танича, отсылавшим к его фирменному шлягеру первой половины 1960-х годов. «Кот был не простой, валютный, питерский, $10 в час стоил. Его долго искали. Специально приглашён был в клип, потому что это… не хочу сказать фирменный знак Танича, но мы очень хотели, чтобы великая песня про чёрного кота как-то перекликалась с другой великой песней — про узелки. Это стало хорошей такой, доброй, приметой», — объясняла замысел Апина.

## Оценки
Обозреватель журнала «Алла» Алла Пугачёва, предваряя в 1995 году свою рецензию на спектакль «Лимита», отметила, что прежде к творчеству Апиной была равнодушна, но «Узелки» её позицию изменили: «При звуках незатейливой песенки, появлении скромного видеоряда, джинсиков без претензии вдруг согрелась душа, захотелось ещё раз послушать». При этом, по мнению Пугачёвой, песня не только понравилась зрителю, но и дала певице шанс кроме имиджа заинтересовать слушателя и собственной судьбой, чем-то сугубо личным и «осветить один из укромных уголков своего сердца», что и было воплощено затем в «Лимите».
Музыкальный обозреватель журнала «Пульс» Андрей Тарасов в 1996 году охарактеризовал «Узелки» как «самый забойный хит последнего времени» в исполнении Апиной. При этом популярность композиции он объяснил тем, что она «подкупает слушателя приятной нежной мелодией, простотой, полетностью легко звучащих слов в исполнении талантливой певицы». Одновременно, по оценке журналиста, песня подходит под любые жизненные и любовные ситуации: каждый может трактовать её смысл как ему угодно, однако слова в любом случае звучат правдиво, и поэтому люди прекрасно помнят композицию по строчкам:
Все у нас связалось в узелки тугие.
У меня проблемы, у него — другие.
Я его слепила из того, что было,
А потом, что было, то и полюбила.
Узелок завяжется, узелок развяжется,

А любовь она и есть — только то, что кажется.
По замечанию музыкального критика Ильи Легостаева, песня звучала чуть тише и более разгруженно, чем было принято на момент её выхода — тогда артисты в основном увлекались танцевальной музыкой и кичились новыми лупами, битами и тому подобным. Простой имидж Апиной в клипе, состоявший из джинсов, блузки и почти незаметного макияжа, согласно критику, тоже являлся нетипичным не только для самой певицы, но и в целом для эстрадных звёзд середины 1990-х. Как в случае с нестандартной музыкальной стороной песни, желание Апиной быть не такой как все, по мнению Легостаева, сыграло в конечном счёте в пользу артистки.

## Адаптации и цитирования
Вдобавок к популярности самой композиции в оригинальном варианте, наиболее известные фразы из «Узелков» получили ряд иронических народных трансформаций, вроде «Я тебя слепила из того, что было, а потом неделю руки с мылом мыла» или «Узелок завяжется, а пупок развяжется». Помимо этого, музыку из песни и отдельные строчки из её припева процитировал в своей шуточной композиции «Узелок завяжется» российский дуэт куплетистов «Бандурин и Вашуков».
Фрагмент оригинального рефрена из куплетов — «Я его слепила из того, что было» — в ходе судебных заседаний по резонансным уголовным делам в своих речах также использовали адвокаты, подчеркивая сфабрикованность обвинений в адрес их доверителей. Так, в 2004 году эту строчку из «Узелков» в суде цитировала защита бывшего вице-губернатора Красноярского края Валерия Суладзе, а в 2017-м — адвокат экс-министра экономического развития РФ Алексея Улюкаева.

## Позиции в чартах
Ежемесячные чаты
| Чарт (1995)                              | Высшая позиция | Прим.  |
| ---------------------------------------- | -------------- | ------ |
| Россия, Звуковая дорожка МК, Top 20 Hits | 13             | [ 25 ] |

## Видеоматериалы
- Илья Легостаев (21 февраля 2016). «Узелки». Песня с историей. Москва 24.
- Иван Цыбин (6 августа 2015). Алёна Апина — «Узелки». Закрома Родины. Пятый канал.

## Полезные ссылки
- Апина выступает с «Узелками» на фестивале «Песня года '95» на YouTube (1996)
- Телеверсия мюзикла «Лимита» (без диалогов и авторских подводок) на YouTube (1995)